# Gustaf-Otto Adelborg
Gustaf-Otto Adelborg, född 28 juli 1883 i Ludgo, Södermanlands län, död 18 december 1965 i Matteus församling, Stockholm, var en svensk författare. Han blev student 1908 och bedrev studier i Uppsala och Stockholm till 1908. Från 1922 var han anställd vid antikvariatet Björck & Börjesson i Stockholm.
Adelborg har med dragning åt personligheter som Kierkegaard, Carl Jonas Love Almquist, Dostojevskij och Vilhelm Ekelund framträtt med centralpsykologiska essayer och religiösa meditationer, bland vilka märks Om det personligt andliga (1907), Våga, vedervåga (1908) samt den personligt genomlevda bekännelseboken Afsides (1923).
Adelborg är gravsatt i minneslunden på Skogskyrkogården i Stockholm. Han var bror till Louise Adelborg och Fredrik Adelborg.